# Gephyrina albimarginata
Gephyrina albimarginata är en spindelart som beskrevs av Cândido Firmino de Mello-Leitão 1929. 
Gephyrina albimarginata ingår i släktet Gephyrina och familjen snabblöparspindlar. Inga underarter finns listade i Catalogue of Life.